# Aphonopelma cookei
Aphonopelma cookei är en spindelart som beskrevs av Smith 1995. Aphonopelma cookei ingår i släktet Aphonopelma och familjen fågelspindlar. Inga underarter finns listade i Catalogue of Life.